# Satrap

Satrapien um 500 v. Chr. nach der Karte von William Robert Shepherd von 1911

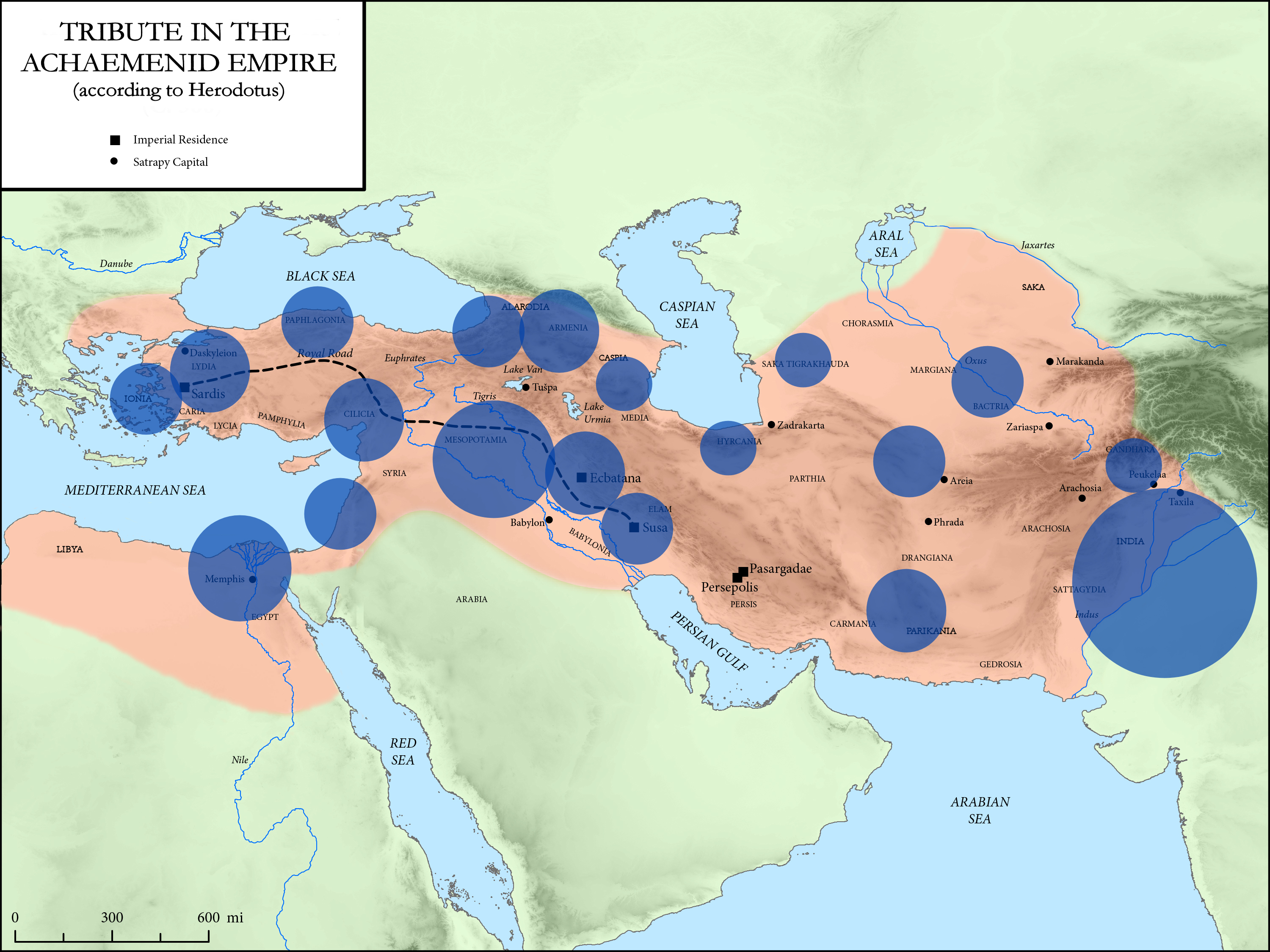
Steuerabgaben der Satrapien gemäß Herodot

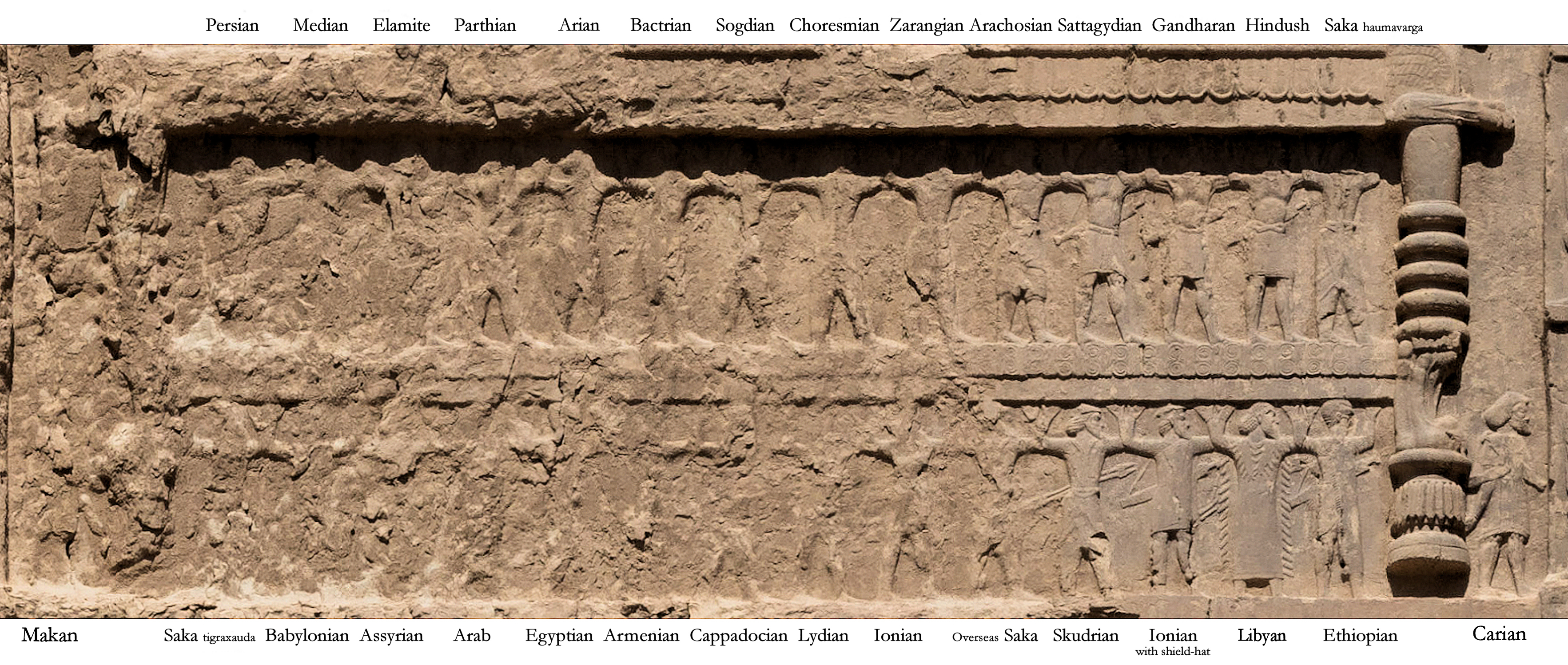
Völker am Grab von Dareios I., auf die der König in der Inschrift DNa hinweist

Satrap (altpersisch xšaçapāvān, gelesen wie chschazapawan, „Schützer der Herrschaft“; altgriechisch σατράπης satrápes) war im antiken Perserreich der Titel des Statthalters eines Verwaltungsgebiets. Satrapen hatten eine politisch-administrative und militärische Leitungsfunktion, entsprechend einem heutigen Gouverneur. Das Amt wie auch das Herrschaftsgebiet eines Satrapen wird als Satrapie bezeichnet.

## Begriff
Der Begriff des Satrapen (altpersisch xšaça-pā-vān-) wird auf der Inschrift von Dareios I. in Bisotun zweimal überliefert. Darin werden der Satrap von Baktrien und der Satrap von Arachosien von Dareios I. im Kampf gegen die Rebellen aufgeboten. Die Bedeutung einer Satrapie ist in den Primärquellen der Achämeniden nicht nachgewiesen. Das altpersische Wort für Satrap setzt sich zusammen aus dem Substantiv xšaça-, dem Verb pā- und dem Suffix vān-. Es wird mit „Schützer des Reichs“ oder „Schützer der Herrschaft“ übersetzt.
Der griechische Begriff satrápes ist von Herodot in den Historien überliefert. Dort kann es sowohl das Amt des Satrapen als auch das Herrschaftsgebiet bezeichnen.
Von Alexander dem Großen und im Seleukidenreich wurde dieser Begriff und die Funktion auf die reine zivile Verwaltungstätigkeit reduziert, also ohne die militärischen Aufgaben, die stattdessen einem Strategen (strategos) übertragen wurden. Satrapen sind auch bei den Parthern bezeugt, die damit anscheinend Verwaltungsstrukturen der Seleukiden fortsetzten, sowie unter den Sassaniden. Weiter östlich sind sie auch bei den zwischen ca. 35 und 415 im Westen Indiens herrschenden Indo-Skythen belegt, die hier anscheinend auf griechische Verwaltungsstrukturen (zumindest in der Wortwahl) zurückgriffen.
Auch in deutschen Grabinschriften der Frühen Neuzeit wurde der Begriff Satrap in Bezug auf die Verwaltungstätigkeit von Juristen benutzt, zum Beispiel in Trier in einer Grabinschrift für den Juristen Jakob Meelbaum de Castelberg (1598–1671), dessen Sohn „Satrap von St. Maximin“ war.

## Satrapienliste nach Herodot
Nach der Erzählung von Herodot hat Dareios I. das Reich in 20 Satrapien unterteilt und unterstellte diese Gebiete Statthaltern. Ebenfalls legte er jährlichen Steuern für jede Satrapie fest.
Der historische Wert dieser Überlieferung wird heute als gering eingeschätzt, da die Quellen, auf die Herodot zurückgreift, nicht angegeben sind. Man vermutet, dass ein Eindringen aus einer anderen literarischen Gattung stattgefunden und Herodot auf epische Erzählungen zurückgegriffen hat.
| Satrapie | 1          | 2                    | 3                | 4           | 5         | 6                                       | 7         |
| -------- | ---------- | -------------------- | ---------------- | ----------- | --------- | --------------------------------------- | --------- |
| 1.       | Jonier     | Magneter             | Aioler           | Karer       | Lykier    | Milyer                                  | Pamphyler |
| 2.       | Myser      | Lyder                | Lasonier         | Kabaleer    | Hytenneer |                                         |           |
| 3.       | Phryger    | Thraker              | Paphlagoner      | Mariandyner | Syrier    |                                         |           |
| 4.       | Kiliker    |                      |                  |             |           |                                         |           |
| 5.       | Phönizien  | Syrien               | Zypern           |             |           |                                         |           |
| 6.       | Ägypten    | Libyer               |                  |             |           |                                         |           |
| 7.       | Sattagyder | Gandarier            | Dadiker          | Aparyter    |           |                                         |           |
| 8.       | Susa       | Kissier              |                  |             |           |                                         |           |
| 9.       | Babylon    | Assyrien             |                  |             |           |                                         |           |
| 10.      | Medien     | Parianier            | Orthokorybantier |             |           |                                         |           |
| 11.      | Kaspier    | Pausiker             | Pantimather      | Dareiter    |           |                                         |           |
| 12.      | Baktrianer | bis zu den Aiglern   |                  |             |           |                                         |           |
| 13.      | Paktyrer   | Armenier             |                  |             |           |                                         |           |
| 14.      | Sagartier  | Saranger             | Thamanaier       | Utier       | Myker     | die auf den Inseln wohnen im Roten Meer |           |
| 15.      | Saker      | Kaspier              |                  |             |           |                                         |           |
| 16.      | Parther    | Chorasmier           | Sogder           | Areier      |           |                                         |           |
| 17.      | Parikanier | Asiatische Aithioper |                  |             |           |                                         |           |
| 18.      | Matiener   | Saspeirer            | Alarodier        |             |           |                                         |           |
| 19.      | Moscher    | Tibarener            | Makroner         | Mossynoiker | Marer     |                                         |           |
| 20.      | Inder      |                      |                  |             |           |                                         |           |

## Völkerlisten und Darstellungen
Die Achämeniden haben mehrere Listen von Völkern und Territorien auf Reliefs und Inschriften hinterlassen. In der älteren Forschung wurde versucht, die Listen und ihre Darstellungen auf politische Gegebenheiten oder mit den Listen von antiken Schriftstellern wie Herodot oder Thukydides abzugleichen und scheiterte an den Unregelmäßigkeiten in der Anzahl, der bildlichen Darstellungen und Namen. Es wurde versucht, die Datierung der Inschriften über die Inhalte der Listen festzulegen und scheiterte an der fehlenden historischen Genauigkeit. Die Listen bieten keinen Überblick über persische Satrapien, die nach dieser Meinung mit Verwaltungseinheiten etwas anderes bezeichnen als der als übergeordnet eingestufte altpersische Begriff aus den Inschriften, dahyava. Dieser bezeichnet sowohl Völker als auch Territorien. Ob damit auch Verwaltungseinheiten verstanden werden können, ist umstritten. Schlussendlich nannte George Cameron die Völkerlisten „die ethnischen Gruppen, die es wert sind, erwähnt zu werden“. Nach Pierre Lecoq sind sie „die Summe der Völker, die erobert wurden“. Insgesamt wird vor einer historischen Kategorisierung gewarnt, denn mit der möglichen Ausnahme der Inschrift DB hinterlassen die Völkerlisten und -darstellungen keine Hinweise auf achämenidische Absichten, historische Dokumente zu erstellen. Vielmehr soll die Erinnerung an die Macht der Könige wach gehalten werden.
Die Listen der ethnischen Gruppen oder Angaben von Topologien sind nicht auf allen Inschriften gleich und manchmal werden verschiedene Begriffe für das gleiche Volk benutzt. Die älteste Inschrift in Behistun, DB, zählt 23 Völker auf, die Inschrift DPe in Persepolis 24 und die Inschrift DNa in Naqsch-e Rostam 29 Völker. Die längste Liste stammt von der Inschrift XPh von Xerxes I. in Persepolis. Die ikonographischen Darstellungen sind ebenfalls zahlenmäßig nicht einheitlich. 24 Völker sind auf der ägyptischen Statue von Dareios I. zu sehen. Es gibt 30 Thronträger in Naqsch-e-Rostam und 23 Gabenträger in Persepolis.
Es ist nicht leicht, die Unterschiede zu erklären. Man hat versucht, die kurzen und ältesten Listen mit dem damaligen Zustand des Reiches zu erklären. Man ist also nicht überrascht, dass Indien auf der Inschrift DB fehlt, da es erst einige Jahre später nach dem Entstehen der Inschrift erobert wurde. Eine systematische Abgleichung der Listen mit der jeweiligen Ausdehnung des Reichs hat aber zu keinem Ergebnis geführt. Man kann auch nicht erklären, warum die Perser auf vier von fünf Listen fehlen. Auf der babylonischen Gründungsurkunde DSaa von Susa fehlen Indien und Nubien, obwohl andere Inschriften belegen, dass das in der gleichen Inschrift aufgeführte Elfenbein aus diesen Ländern stammt. Auf der gleichen Inschrift fehlen die Thraker, Libyer, die Karer und die europäischen Skythen. Die Variationen drücken sich im Westen, der ägäischen Küste, im Norden und in Zentralasien aus. Es ist deshalb nicht möglich, dass die Listen als realistisches Bild des achämenidischen Reichs aufgefasst werden können.
Ähnliche Probleme ergeben sich von den Darstellungen der Völker auf den Reliefs. Aufgrund der Anzahl der Gabenträger pro Gruppe in Persepolis kann nicht auf die Wichtigkeit des jeweiligen Volkes geschlossen werden. Sie hängt vielmehr von der Größe der Tiere ab, die mitgeführt werden. Die größten Gruppen führen keine Tiere mit. Zum Beispiel sind die Meder zweimal dargestellt, einmal als Gruppe mit neun Personen ohne mitgeführtes Tier auf der Westtreppe des Apadana und ein anderes Mal auf der Nordtreppe als Gruppe mit sechs Personen, die ein Pferd mitführt.
Die Angaben in der folgenden Tabelle der Völkerlisten wurden von den altpersischen Inschriften entnommen und bedienen sich der Übersetzung von Rüdiger Schmitt. Die babylonische Sprachversion der Inschrift DSaa wurde von François Vallat übernommen. Die Positionen entsprechen der Reihenfolge der Aufzählung, die einer geographischen Ordnung entsprechen. Die Positionen der einzelnen Namen in der Inschrift XPh machen sichtbar, dass bei ihr die geographische Ordnung verloren gegangen ist.
| Position | DB                                 | DNa                           | DPe                                            | DSaa                  | DSe                                 | XPh                                |
| -------- | ---------------------------------- | ----------------------------- | ---------------------------------------------- | --------------------- | ----------------------------------- | ---------------------------------- |
| 1        | Persien                            | Medien                        | Elam                                           | Persien               | Medien                              | Medien                             |
| 2        | Elam                               | Elam                          | Medien                                         | Elam                  | Elam                                | Elam                               |
| 3        | Babylonien                         | Parthien                      | Babylonien                                     | Medien                | Parthien                            | Arachosien                         |
| 4        | Assyrien                           | Areia                         | Arabien                                        | Babylonien            | Areia                               | Armenien                           |
| 5        | Arabien                            | Baktrien                      | Assyrien                                       | Assyrien              | Baktrien                            | Drangiana                          |
| 6        | Ägypten                            | Sogdien                       | Ägypten                                        | Arabien               | Sogdien                             | Parthien                           |
| 7        | (die Völker,) die am Meer (wohnen) | Chorasmien                    | Armenien                                       | Ägypten               | Chorasmien                          | Areia                              |
| 8        | Lydien                             | Drangania                     | Kappadokien                                    | die Länder des Meeres | Drangiana                           | Baktrien                           |
| 9        | Ionien                             | Arachosien                    | Lydien                                         | Sardis                | Arachosien                          | Sogdien                            |
| 10       | Medien                             | Sattagydien                   | die Ioner des Festlandes                       | Ionien                | Sattagydien                         | Chorasmien                         |
| 11       | Armenien                           | Gandara                       | und (die,) die im Meer (wohnen)                | Armenien              | die Mekraner                        | Babylonien                         |
| 12       | Kappadokien                        | Indien                        | und die Länder, die jenseits des Meeres (sind) | Kappadokien           | Gandara                             | Assyrien                           |
| 13       | Parthien                           | die amyrgischen Saken         | Sagartien                                      | Parthien              | Indien                              | Sattagydien                        |
| 14       | Drangiana                          | die spitzmützigen Saken       | Parthien                                       | Drangiana             | die amyrgischen Saken               | Lydien                             |
| 15       | Areia                              | Babylonien                    | Drangiana                                      | Areia                 | die spitzmützigen Saken             | Ägypten                            |
| 16       | Chorasmien                         | Assyrien                      | Areia                                          | Chorasmien            | Babylonien                          | die Ioner, die im Meer wohnen      |
| 17       | Baktrien                           | Arabien                       | Baktrien                                       | Baktrien              | Assyrien                            | und die jenseits des Meeres wohnen |
| 18       | Sogdien                            | Ägypten                       | Sogdien                                        | Sogdien               | Arabien                             | die Mekraner                       |
| 19       | Gandara                            | Armenien                      | Chorasmien                                     | Gandhara              | Ägypten                             | Arabien                            |
| 20       | Sakien                             | Kappadokien                   | Sattagydien                                    | Kimmerien             | Armenien                            | Gandara                            |
| 21       | Sattagydien                        | Lydien                        | Arachosien                                     | Sattagydien           | Kappadokien                         | Indien                             |
| 22       | Arachosien                         | Ionien                        | Indien                                         | Arachosien            | Lydien                              | Kappadokien                        |
| 23       | Mekran                             | die Saken jenseits des Meeres | Gandara                                        | Quadien               | die Griechen, die im/am Meer (sind) | die Daher                          |
| 24       |                                    | Thrakien                      | die Saken                                      |                       | die Saken jenseits des Meeres       | die amyrgischen Saken              |
| 25       |                                    | die schildtragenden Griechen  | Mekran                                         |                       | Thrakien                            | die spitzmützigen Saken            |
| 26       |                                    | Libyer                        |                                                |                       | die Griechen jenseits des Meeres    | Thrakien                           |
| 27       |                                    | Nubier                        |                                                |                       | Karer                               | die Akaufaka-Leute                 |
| 28       |                                    | Mekraner                      |                                                |                       |                                     | Libyer                             |
| 29       |                                    | Karer                         |                                                |                       |                                     | Karer                              |
| 30       |                                    |                               |                                                |                       |                                     | Nubier                             |

### Die Griechen
Eine Untersuchung, die im Jahr 2001 erschienen ist, konzentriert sich auf die griechischen Gruppen, die in den Listen und den Darstellungen auf den Reliefs aufgeführt sind. Auf den Keilinschriften werden sie mit dem altpersischen Begriff Yauna bezeichnet und mit Ionien übersetzt. Von den 20 Namen, die auf allen Inschriften auftauchen, bezeichnen Yauna und die Skythen (Saken) als einzige größere ethnische Körperschaften und sind entsprechend schwer fassbar. Sie werden in den Listen und Reliefs verschiedentlich aufgeteilt und sind an ihren Gewändern auf den bildlichen Darstellungen erkennbar, in den Keilschriften über Attribute oder topographische Kriterien. Die topographischen Angaben sind auf den ersten Blick vielversprechend, aber sind nicht sehr genau. Zum Beispiel ist „das Meer“ ein recht unbestimmter Begriff und hat zu heftigen Diskussionen geführt, wo die Griechen und Skythen „am und jenseits des Meeres“ zu lokalisieren sind.
Man hat angenommen, dass es sich auf den Listen um zwei feste Gruppen von „Ioniern“ handelt, denen der NameYauna oder Yauna mit zusätzlichen Attributen gegeben wurde. Bei näherer Betrachtung zeigt sich, dass dies nicht der Fall ist.
In der Inschrift DB wird eine einzige Gruppe als Yauna ohne zusätzliche Attribute aufgeführt und mit Ionien übersetzt. Eine zweite Gruppe (die Völker,) die am Meer (wohnen) (altpersisch tayaiy drayahya), die ohne ethnischen Namen geführt wird, wurde von Roland Grubb Kent 1943 als Satrapie von Daskyleion identifiziert und von Rüdiger Schmitt 1972 übernommen. Nach der Meinung von Heleen Sancisi-Weerdenburg könnte aber damit in den Augen der persischen Behörden eine gemischte ethnische Zusammensetzung ohne erkennbare dominante Gruppe gemeint sein. Möglicherweise gehörten die Karer dazu, die zwischen Ägypten und Lydien angesiedelt werden. Ihrer Meinung nach gibt es keine Hinweise, dass mit tahyaiy drayahya eine Satrapie bezeichnet ist.
In der Inschrift DNa und den Grabreliefs von Naqsch-e Rostam gibt es zwei Gruppen: Yauna ohne zusätzliche Attribute und Yauna takabara. Sie werden mit Ionien und die schildtragenden Griechen übersetzt. Bei den beiden Informationsquellen, der Inschrift und dem Relief, spielt das Relief die federführende Rolle, wie es Dareios I. in der Inschrift sagt: „Wenn du nun überlegen solltest: ‚Wie viele (sind) jene Länder, die Dareios, der König, in Besitz hatte?‘, (so) betrachte die Abbilder (Stützfiguren), die das Throngestell tragen.“ Die führende Rolle der Ikonographie bei der Erstellung der Gesamtkomposition führte dazu, dass Attribute eingefügt wurden, die die Unterschiede der Völker sichtbar machen und von den Texten übernommen wurde. Die Ionier tragen die gleichen Kleider wie die schildtragenden Griechen, die aber mit einer zusätzlichen Kopfbedeckung, dem Schild, dargestellt sind. Der babylonische Text beschreibt sie als „die anderen Ionier, die einen Schild auf ihren Köpfen tragen.“
Die Inschrift DSe ist beinahe identisch mit der Inschrift DNa. Anstatt Ionien gibt sie aber die Griechen, die im/am Meer sind (Yauna tayai drayahya) wieder und die schildtragenden Griechen werden zu den Griechen jenseits des Meeres (Yauna tayai paradraya).
In der Inschrift DPe findet sich der Begriff ohne ethnischen Namen der Inschrift DB wieder, die Länder, die jenseits des Meeres (sind) (dahyava taya para-draya), und eine größere Gruppe mit verschiedenen Völkern bedeuten könnte. Darüber hinaus gibt es zwei Gruppen, die mit die Ionier des Festlands (Yauna tayaiy uskahya) und die im Meer wohnen (tayaiy drayahya) übersetzt werden.
Die Inschrift XPh, auch Daiva-Inschrift genannt, wird als unfertig und als nicht autorisierter Text eingestuft. In Bezug auf die Namen hat sich nichts verändert. Es gibt die Ioner, die im Meer wohnen (Yauna tayaiy drayahya darayatiy) und die Ioner, die jenseits des Meeres wohnen (tayaiy paradray darayatiy). Im Unterschied zu den Völkerlisten in den anderen Inschriften lässt die Inschrift aber eine geographische Organisation vermissen und die bisherigen Positionen der griechischen Gruppen innerhalb der Liste sind völlig anders. Auf dem Relief des Apadana, das in Verbindung zu XPh stehen könnte, wird nur eine Gruppe der Yauna dargestellt und auch dort ist die bisherige Anordnung (neben Sparda) geändert. Die Darstellung mit nur einer Gruppe anstatt zweien wird dahingehend erklärt, dass die Gruppen der Liste visuell durch ihre Attribute nicht unterschieden werden konnten und eine Diskrepanz zwischen Liste und Bild den Vorstellungen der Reliefmacher widersprochen hat.
Wenn es in der persischen Wahrnehmung zwei klar definierte Gruppen von Yauna gegeben hätte, von denen die eine am Meer oder sogar in der Region Daskyleion lebte und die andere ihren Wohnsitz woanders hatte, ist es ziemlich unerklärlich, warum die erste Gruppe nicht konsequent so genannt wurde. Es ist deshalb möglich, dass die Listen bei jeder spezifischen Gelegenheit neu zusammengestellt wurden. Aus der Sicht der Perser könnte die große Gruppe der Yauna eine kohärente und homogene Gruppe gewesen sein, die einzig mit dem Bedürfnis unterschieden wurde, zwei Gruppen während unterschiedlichen Eroberungszügen zu verschiedenen Zeiten festzuhalten, um sie der Erinnerung zu erhalten. Die Variationen der Überlieferungen lassen sich am besten durch sprachliche Entwicklungen und Veränderungen in der Produktion der Inschriften und Reliefs erklären. Historische Gegebenheiten wie sie von den griechischen Schriftstellern überliefert sind, sind für die Yauna nicht wichtig. Für die Rekonstruktion von historischen Fakten sind die Völkerlisten in den meisten Fällen nutzlos.
| Altpersischer Ausdruck                               | DB                                 | DNa                          | DSe                               | DPe                                                  | XPh                                |
| ---------------------------------------------------- | ---------------------------------- | ---------------------------- | --------------------------------- | ---------------------------------------------------- | ---------------------------------- |
| tayaiy drayahya/dahyava taya para-draya              | (die Völker,) die am Meer (wohnen) |                              |                                   | die Länder, die jenseits des Meeres (sind)           |                                    |
| Yauna                                                | Ionien                             | Ionien                       |                                   |                                                      |                                    |
| Yauna takabara                                       |                                    | die schildtragenden Griechen |                                   |                                                      |                                    |
| Yauna tayaiy drayahya/tayaiy drayahya darayatiy      |                                    |                              | die Griechen, die im/am Meer sind |                                                      | die Ioner, die im Meer wohnen      |
| Yauna tayaiy paradraya/uta tayaiy paradray darayatiy |                                    |                              | die Griechen jenseits des Meeres  |                                                      | und die jenseits des Meeres wohnen |
| Yauna tayaiy uskahya uta tayaiy drayahya             |                                    |                              |                                   | die Ionier des Festlands und die, die im Meer wohnen |                                    |

## Buch Daniel
Eine weitere historische Quelle ist das Buch Daniel der Bibel. In Vers 6,2-3  heißt es:

„Es schien Darius gut, und er setzte über das Königreich 120 Satrapen, die über das ganze Königreich sein sollten, und über sie drei hohe Beamte, von denen Daniel einer war, damit diese Satrapen ihnen fortwährend Bericht ablegten und der König selbst nicht zum Verlierer würde.“

Die Anzahl der Satrapen aus der Bibel mag auf den ersten Blick verwirrend sein angesichts der 20 von Herodot überlieferten Verwaltungseinheiten des achämenidischen Reichs. Die Quelle ist ein Hinweis, dass das Amt eines Satrapen nicht auf die Führung einer Verwaltungseinheit der höchsten Ebene festgelegt war. Das unterstreichen auch Überlieferungen von verschiedenen Inschriften aus dem achämenidischen Reich, die nicht von den Königen in Auftrag gegeben wurden, und weitere literarische Quellen der antiken Schriftsteller. Ein Satrap kann deshalb als der höchste Beamte eines bestimmten Verwaltungsgebiets definiert werden, unabhängig von dessen hierarchischer Ebene.

## Achämenidische Verwaltung
Ein anderer Ansatz verbindet die achämenidischen Völkerlisten und Darstellungen mit gewonnenen Daten aus den Verwaltungsarchiven von Persepolis, der Liste der Satrapien und Satrapen des Alexanderreichs und verschiedenen anderen archäologischen Funden auf dem Gebiet des Achämenidenreichs. Der Ansatz geht davon aus, dass die Gliederung des Reichs bereits unter Kyros II. begonnen hatte, da es unwahrscheinlich ist, dass das große Reich beinahe ein Vierteljahrhundert bis zur Machtergreifung von Dareios I. ohne effektives Verwaltungssystem bestehen konnte. Es ist auch die einzige Erklärung, warum das Reich während der Unruhen 522 bis 520 v. Chr. nicht auseinanderbrach.
Die Kontinuität und Stabilität lassen sich an der unverminderten Bedeutung ehemaliger Hauptstädte während der achämenidischen Epoche bestimmen. Die verfügbaren Quellen zeigen, dass die mit diesen Städten verbundenen Satrapen jedes Mal neu vom Hof ernannt wurden. Die übrigen Satrapenposten wurden entweder von einer einheimischen oder einer iranischen Familie, die von außen zugezogen war, vererbt. Die vom Hof ernannten Satrapen waren Prinzen der achämenidischen Familie oder Mitglieder der privilegierten Familien, die zu den engsten Unterstützern von Dareios I. gehörten und ihm während der Rebellion zur Seite gestanden waren.
Die Verwaltungsarchive von Persepolis geben nur die Namen von Personen wieder und keine Ränge innerhalb der Hierarchie. Die Verbindung von Namen zu den Ämtern der Satrapen wurde nur über die Überlieferungen der klassischen Autoren möglich gemacht. Parnakka ist die Figur mit dem höchsten identifizierten Rang. Er wird mit dem Amt des Satrapen für die Provinz Parsa verknüpft. Sein Rang wird in den Archiven nie erwähnt. Das Gleiche gilt für Axvamazda, der über seine Korrespondenz mit einem Untergebenen, Bagavant, bekannt ist. Axvamazda war wahrscheinlich der Satrap von Baktrien, ein Nachfolger von Dādaršiš und Vorgänger von Bessos.
Die Ablösung der früheren Herrscher durch hochrangige Beamte bedeutete, dass frühere unterschiedliche Konzepte und Ideologie lokaler Königtümer durch eine uniforme Verwaltung ersetzt wurden. Die Folgen dieses Integrationsprozesses sind in gewisser Weise vergleichbar mit dem Gebrauch der Sprache in den Verwaltungshierarchien. Während auf der oberen Ebene die aramäische Sprache für die reichsweite Kommunikation in einer erstaunlich homogenen Form verwendet wurde, waren auf regionaler Ebene sehr oft andere Sprachen in Gebrauch, wie zum Beispiel die elamische, akkadische, demotische, lydische und griechische Sprache, um nur einige zu nennen. Die Verwendung der aramäischen Sprache in den oberen Hierarchiestufen spiegelt die Homogenität der Verwaltung wider. Die Stellung von Dādaršiš und Bessos in Baktrien war vergleichbar mit der von Artaphernes und Tissaphernes in Lydien. Die Position von Maussolos in Karien und von Syennesis in Kilikien war vergleichbar mit der von Porus in der Panǧāb.
Die Zuständigkeit der von Satrapen geleiteten Verwaltungszentren erstreckte sich auf klar definierte Gebiete. Die Verwaltungsarchive von Persepolis spiegeln solch ein Verwaltungszentrum und deckten ein Gebiet in der Größe der Schweiz ab. Gemäß dieser Quellen waren die Satrapen für die Steuern und die Sicherheit auf ihrem Gebiet zuständig. Ebenso unterstützen sie den König auf seinen Eroberungsfeldzügen.
Wenn ein Reisender ein Dokument mit sich trug, das ihm Reiseproviant und Unterkunft auf seiner Reise zum Beispiel von Baktrien nach Ägypten versprach, dann setzte das eine Verwaltung voraus, bei der das Dokument eine Gültigkeit über die Grenzen der Provinz hinaus hatte. Die Terminologie musste überall verstanden und das Siegel anerkannt werden. Um die Mobilität sicherzustellen, war die Sicherstellung des Ablaufs für verschiedene Reisende wie Nachrichtenüberbringer, Soldaten und Handwerker, bedeutend. Eine uniforme Verwaltung gehörte zu den Voraussetzungen der Stabilität und dem Zusammenhalt des Reichs. Dreieckige Schilder und Siegelabdrücke aus Daskyleion, Seyitömer Höyük, Girsu und den Archiven von Persepolis bestätigen die über das ganze Reich verteilten vergleichbaren Autorisierungen. Formelle Ähnlichkeiten bei Korrespondenzen wie die Faltung der Dokumente, die Anrede und Adressierung, die Art der Zusammenfassungen des Inhalts weisen darauf hin, dass ein gut organisiertes System von Kanzleien, über das ganze Reich verteilt, bestanden haben muss, das über Schreiberschulen ausgebildet wurde.
Das administrative System bestand während der ganzen Herrschaft der Achämeniden und unterlag keinen bedeutsamen Änderungen. Die Kontinuität wird sichtbar, wenn man den altpersischen Begriff dahyava aus den Völkerlisten nicht einfach mit Völker und Territorien übersetzt, sondern als territoriale Einheiten versteht, die als provinziale Gliederung einer bestimmten Hierarchiestufe angesehen werden können. Wenn die Einträge in den Listen der dahyava der frühen Achämenidenzeit mit den Provinzen verglichen werden, in denen Alexander dem Großen während seiner Eroberung des Reiches entweder bestehende Statthalter im Amt beließ oder sie durch eigene Personen ersetzte, sind die Namen der östlichen Provinzen weitgehend identisch. In Kleinasien umfasst die Liste von Alexander dem Großen Provinzen von untergeordneter Bedeutung, die nicht in den Listen der dahyava vorkommen. Übereinstimmungen zwischen den achämenidischen Länderlisten, den Ethnonymen in den Dokumenten des Festungsarchivs von Persepolis und den aus der Zeit Alexanders des Großen bekannten beweisen, dass die Satrapenverwaltung ein kohärentes System war, das über einen Zeitraum von mehr als 200 Jahren stabil blieb.